# George J. Bates
George Joseph Bates (* 25. Februar 1891 in Salem, Massachusetts; † 1. November 1949 in Washington, D.C.) war ein US-amerikanischer Politiker. Zwischen 1937 und 1949 vertrat er den Bundesstaat Massachusetts im US-Repräsentantenhaus.

## Werdegang
George Bates besuchte die öffentlichen Schulen seiner Heimat. Später schlug er als Mitglied der Republikanischen Partei eine politische Laufbahn ein. Zwischen 1918 und 1924 war er Abgeordneter im Repräsentantenhaus von Massachusetts; von 1924 bis 1937 bekleidete er das Amt des Bürgermeisters von Salem.
Bei den Kongresswahlen des Jahres 1936 wurde Bates im sechsten Wahlbezirk von Massachusetts in das US-Repräsentantenhaus in Washington gewählt, wo er am 3. Januar 1937 die Nachfolge von Abram Andrew antrat. Nach sechs Wiederwahlen konnte er bis zu seinem Tod am 1. November 1949 im Kongress verbleiben. Bis 1941 wurden dort noch weitere New-Deal-Gesetze der Bundesregierung unter Präsident Franklin D. Roosevelt verabschiedet. Seit 1941 war auch die Arbeit des Kongresses von den Ereignissen des Zweiten Weltkrieges und dessen Folgen geprägt. George Bates starb beim Absturz des Eastern-Air-Lines-Fluges 537 auf dem Washington National Airport. Sein Abgeordnetenmandat fiel nach einer Sonderwahl an seinen Sohn William.